# Zafer Dama
Zafer Dama (ur. 11 listopada 1990 roku) – turecki zapaśnik walczący w stylu wolnym. Brązowy medalista igrzysk Solidarności Islamskiej w 2017 roku.